# كارثة جنوبي ألمانيا
1 يوليو 2002 :اصطدم ذيل دي إتش إل للطيران الرحلة 611 من طراز بوينغ 757 بوسط طائرة الخطوط الجوية البشكيرية الرحلة 2937 من طراز توبوليف تو 154 علي ارتفاع 6 كلم و560 مترآ فوق مدينة أوبرلنغن الألمانية ونتج عن الأصطدام مقتل 71 شخصا وتحطمت الطائرتين قرب مدينة أوبرلنغن وكان أسوء تصادم جوي في التاريخ منذ 95 عام.

## تفاصيل الحادث

### الخطوط الجوية البشكيرية الرحلة 2937
كانت الخطوط الجوية البشكيرية الرحلة 2937 متجهة من مطار دوموديدوفو الدولي إلى مطار برشلونة الدولى وعلى منتها 60 راكبا و9 من أفراد الطاقم وتجاهلوا نظام حركة المرور الجوي وكانت من طراز توبوليف تو 154

### دي إتش إل للطيران الرحلة 611
اقلعت دي إتش إل للطيران الرحلة 611 من مطار برغامر الدولي إلى مطار بروسلز الدولي وتحمل 2 من أفراد الطاقم وكانت من طراز بوينغ 757

## ايرو لويدالرحلة 1135
طائرة إيرباص إيه 320-232 (رقم التسجيل :D-ALAC) كانت تحمل علي متنها 97 راكبا و6 من أفراد الطاقم في رحلة طيران من فرانكفورت إلي فريدريشسهافن وقد تأخرت للهبوط في مطار فريدريشسهافن.